# William Wirt
William Wirt (født 8. november 1772 i Bladensburg, Maryland, død 18. februar 1834 i Washington D.C.) var USA's justitsminister i perioden mellem 1817 og 1829.
William Wirt var søn af en schweizisk far og en tysk mor. Wirt var en fremtrædende jurist; i 1807 fungerede han som anklager i retssagen mod tidligere vicepræsident Aaron Burr. Som justitsminister fungerede han under præsidenterne James Monroe og John Quincy Adams 1817-1829.
Det var William Wirt, der efter omkring 30 år prøvede at nedskrive Patrick Henry (en)s tale "Give Me Liberty or Give Me Death" ved hjælp af erindringer fra tilstedeværende ved talen.
I 1832 var han præsidentkandidat for anti-frimureri-partiet Anti-Masonic Party på trods af, at han selv var frimurer. Han vandt delstaten Vermont og blev derved den første præsidentkandidat for et andet parti end Republikanerne og Demokraterne, der under et præsidentvalg vandt en delstat. 